# Hlavečník
Hlavečník är en ort i Tjeckien.   Den ligger i regionen Pardubice, i den centrala delen av landet, 70 km öster om huvudstaden Prag. Hlavečník ligger 214 meter över havet och antalet invånare är 252.
Terrängen runt Hlavečník är platt. Runt Hlavečník är det ganska glesbefolkat, med 31 invånare per kvadratkilometer. Närmaste större samhälle är Kolín, 16,9 km väster om Hlavečník. Omgivningarna runt Hlavečník är en mosaik av jordbruksmark och naturlig växtlighet.